# Plemyria dahurica
Plemyria dahurica là một loài bướm đêm trong họ Geometridae.